# La Celette
La Celette é uma comuna francesa na região administrativa do Centro, no departamento de Cher. Estende-se por uma área de 24,81 km². Em 2010 a comuna tinha 189 habitantes (densidade: 7,6 hab./km²).